# Birgańdź
Birgańdź (nep. वीरगंज) – miasto w południowym Nepalu; stolica dystryktu Parsa. Według danych szacunkowych na rok 2011 liczy 135 904 mieszkańców. Ośrodek przemysłowy cukrowniczy, tytoniowy, drzewny oraz metalowy.